# Ludwigsvorstadt-Isarvorstadt
Ludwigsvorstadt-Isarvorstadt est un des vingt-cinq secteurs de la ville allemande de Munich. Le quartier a été créé en 1992 à partir de la fusion de Ludwigsvorstadt au sud-ouest du centre-ville avec les trois quartiers d’Isarvorstadt au sud-est. Il compte un peu plus de 50 000 habitants.

## Monuments
- Le Deutsches Museum
- Le Deutsches Theater
- L'église Saint-Paul de Munich
- L'église Saint-Maximilien de Munich
- L'église Saint-Antoine de Munich
- La place Theresienwiese, où se déroule chaque année l'Oktoberfest
- La Gärtnerplatz avec le Staatstheater am Gärtnerplatz
- La gare Centrale de Munich et le Hackerbrücke
- L'hôtel Kronprinz
- L'ancienne Bayerpost (reconvertie en hôtel Sofitel)
- L'ancien cimetière du Sud